# E fu sera e fu mattina
E fu sera e fu mattina è un film italiano del 2014 diretto da Emanuele Caruso e con protagonista Albino Marino. Ha partecipato a diversi Film Festival internazionali, tra i quali Cairo Film Festival de Il Cairo e Montrèal World Film Festival di Montrèal nel 2014.
Ha vinto inoltre il premio della F.I.C.E. (Federazione Italiana Cinema d'Essai) come film indipendente dell'anno.
Il film racconta di come le persone di un piccolo paese affrontano il catastrofico evento della fine del mondo, dovuto allo spegnimento del sole.
Girato con budget di soli 70.000 Euro il film è un raro caso di "produzione dal basso" grazie al metodo crowdfunding e del crowd equity.